# Currach

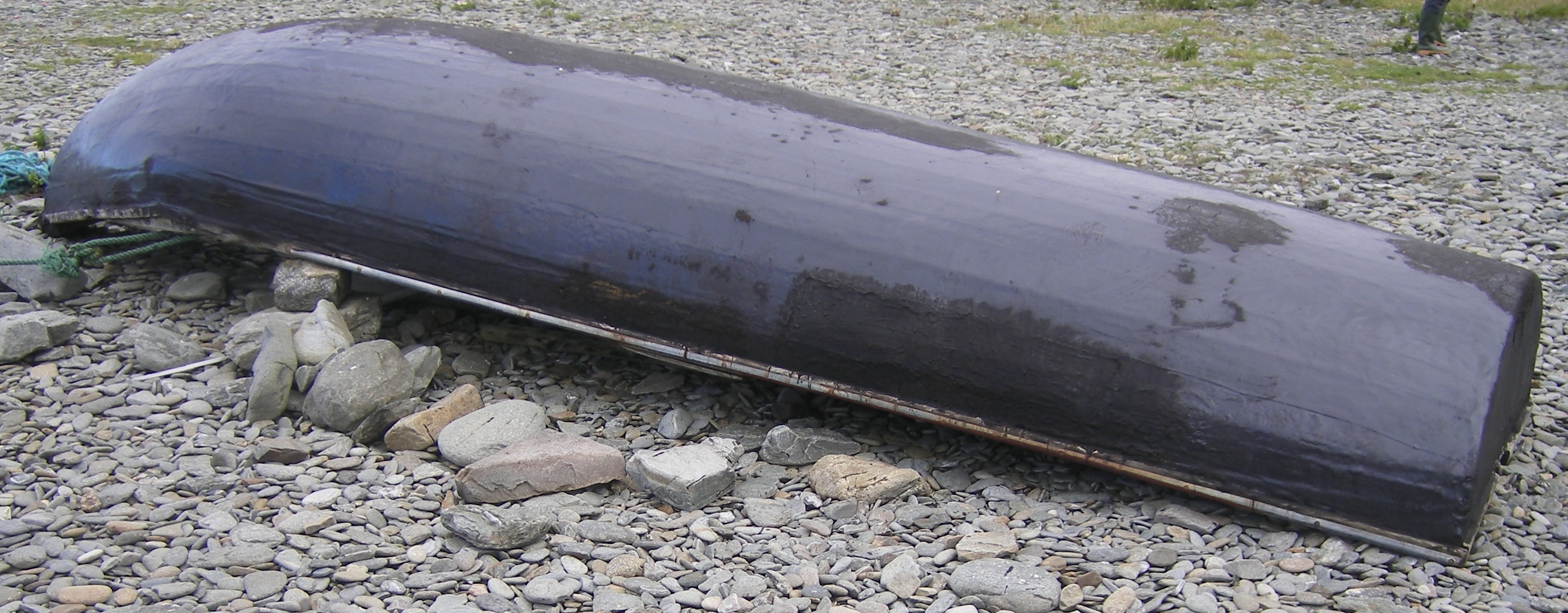
Currach moderno em lona

Currach (também conhecido como curragh ou curach ) é um barco tradicional, leve, da costa oeste da Irlanda, e usado até 1961 na ilha de Tristão da Cunha feito atualmente de ripas de madeira, forradas com lona impermeabilizada com alcatrão de hulha. Seu comprimento varia de 4 a 7 metros e sua largura entre 1 metro e 1,50 metros. Barco de aparência frágil, ele resiste bem ao mau tempo e servia para transportar homens e animais, é manobrado a remos, por dois ou quatro remadores.
Antigamente eram feitos de peles de vaca untadas com resina. Havia também, barcos maiores, com um ou dois mastros e velas que serviram por exemplo, para transportar os monges evangelizadores irlandeses para a Europa até o V e VI séculos.

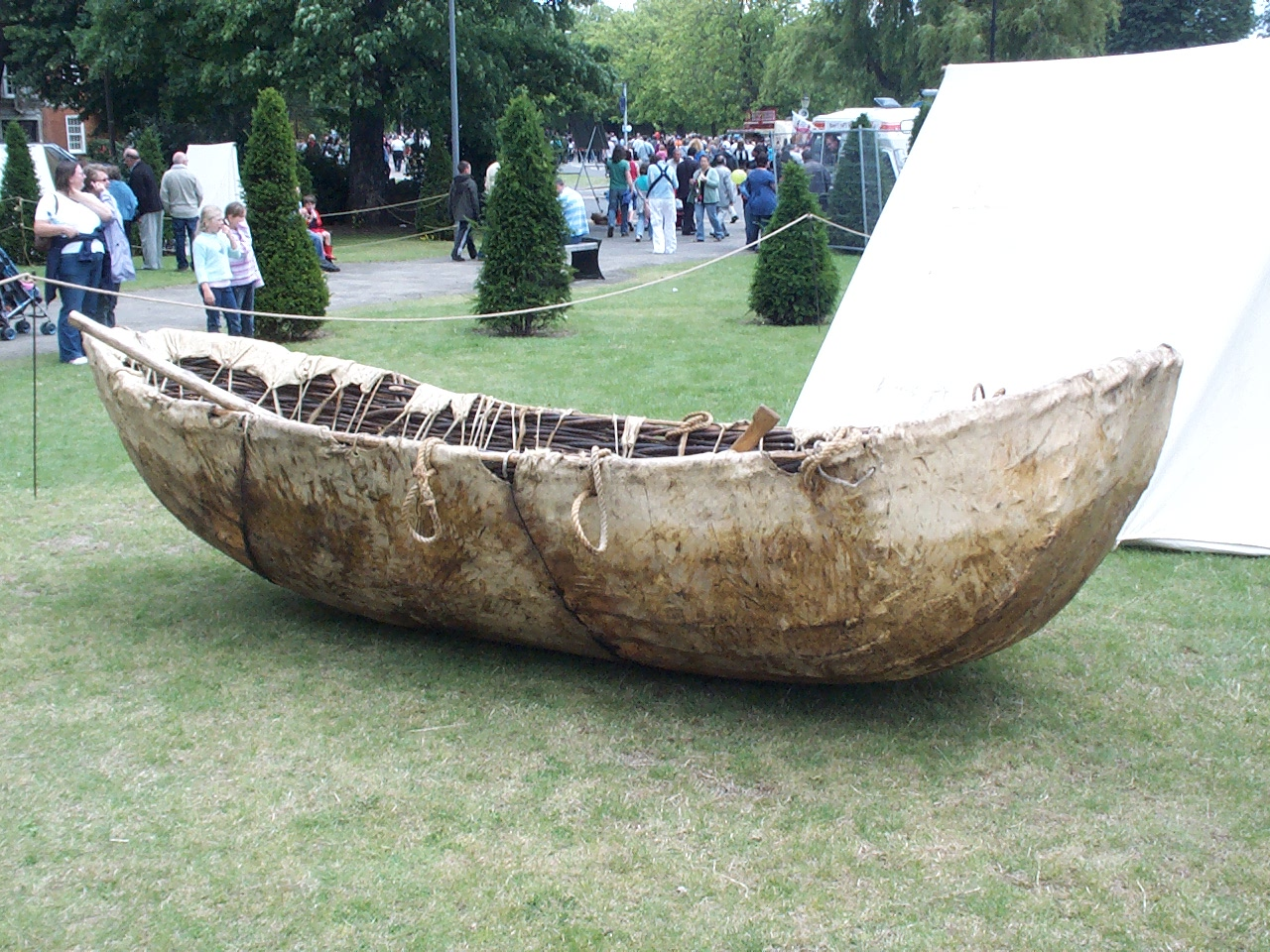
Barco feito duma armação de vime e de 3 peles de vaca, no Bedford River Festival

Um pesquisador irlandês, Tim Severin, especialista em arqueologia naval de "reconstrução", construiu um grande currach coberto com peles costuradas (especialmente curtidas) e equipado com duas velas quadradas para realizar uma viagem transatlântica da Irlanda para a América via Islândia, com algumas dificuldades. Única concessão ao modernismo, Severin embarcou meios modernos de alerta e de geolocalização para esta viagem inspirada na navegação do eremita irlandês São Brendan. Existe um parente do Currach no País de Gales, menor e mais redondo chamado de Coracle que navega em rios. Um barco redondo semelhante é encontrado nas costas vietnamitas, usado como bote. Enfim por Estrabão, no seu livro Geografia, sabemos que esse barcos eram usados no Norte de Portugal em antes da chegada dos Romanos: 
| “ | Até ao tempo de Bruto, usavam embarcações de couro para atravessar as enchentes da maré e as zonas pantanosas, mas agora, mesmo as canoas feitas de um só tronco são raras... É este o modo de vida dos habitantes das montanhas, como disse refiro-me àqueles que delimitam o lado norte da Ibéria: Galaicos, Ástures e Cântabros, até à região dos Vascos e dos Pirenéus, pois o modo de vida de todos eles é semelhante... | ” |
|   | — Estrabão, Geografia, livro III cap. 3, 7. |   |

.
 